# Suzanne Jambo
Suzanne Jambo là một chính trị gia, luật sư và nhà vận động nhân quyền người Nam Sudan

## Giáo dục
Suzanne Jambo lấy được bằng luật công từ Đại học Buckingham, Vương quốc Anh.

## Sự nghiệp và chính trị
Jambo đã là một nhà vận động nhân quyền tích cực ở Nam Sudan (và miền nam Sudan trước đó) trong nhiều năm. Cô là một nhà đàm phán trong Cơ quan phát triển liên chính phủ - lãnh đạo tiến trình hòa bình từ năm 1998 đến năm 2005, dẫn đến việc ký kết Thỏa thuận hòa bình toàn diện vào năm 2005, chấm dứt 21 năm nội chiến. Cô đã làm việc với nhiều tổ chức phi chính phủ (NGO) tại địa phương để cải thiện hiệu quả và quy mô của chính quyền. Cô đặc biệt tham gia vào các tổ chức tìm cách bảo vệ nữ quyền. Năm 2001, cô là tác giả của cuốn sách Overcoming gender conflict and bias: the case of New Sudan women and girls.
Cô thành lập Mạng lưới Bản địa Sudan mới (NESI), một tổ chức tập hợp 20 tổ chức phi chính phủ của Sudan để làm việc về các vấn đề chung như nữ quyền, tái thiết sau xung đột, nhân quyền và dân chủ. By 2007 NESI was working with 67 separate NGOs in the region. Jambo được bổ nhiệm làm ủy viên Ủy ban soạn thảo luật Nam Sudan, dự thảo năm 2011 Hiến pháp Nam Sudan.
Trong thời gian tám năm, Jambo là một cố vấn thân cận của tổng thống Nam Sudan hiện tại Salva Kiir Mayardit. Vị tổng thống của Mayardit trước thời của ông với Phong trào giải phóng nhân dân Sudan (SPLM) nơi Jambo từng là thư ký quan hệ đối ngoại của ông từ ít nhất là năm 2010. Cô là người phụ nữ đầu tiên làm thư ký. Cô ấy đã phục vụ trong cùng vị trí cho đến ít nhất là năm 2013 khi cô phàn nàn rằng có quá nhiều cố vấn từ các tổ chức quốc tế trong chính phủ của Nam Sudan.
Cô cũng không đồng ý với Mayardit về việc bổ nhiệm anh rể của mình, Gregory Deng Kuac Aduol, với tư cách là thống đốc của Nhà nước Gogrial thay vì tổ chức bầu cử. Do đó, Jambo hiện là đối thủ chính trị của tổng thống. Vào tháng 10 năm 2017, cô tuyên bố ý định ứng cử tổng thống trong tổng tuyển cử Nam Sudan, 2018. Jambo là phụ nữ đầu tiên ứng cử tổng thống tại Nam Sudan.